# ポッピンラブ!/Greatest Gift
「ポッピンラブ!/Greatest Gift」（ポッピンラブ グレイテストギフト）は、日本の歌手・大原櫻子の13作目のシングル。
「ポッピンラブ!」は大原自身が主演を務めたドラマ『つまり好きって言いたいんだけど、』（テレビ東京系・ドラマParavi）主題歌である。
通常版、DVD付きの初回限定盤A、初回限定盤Bの3形態で発売された。初回限定盤Aには「ポッピンラブ!」の、初回限定盤Bには「Greatest Gift」のミュージックビデオが収録されている。

## 収録曲
| #         | タイトル          | 作詞          | 作曲                    | 編曲      | 時間 |
| --------- | ----------------- | ------------- | ----------------------- | --------- | ---- |
| 1.        | 「ポッピンラブ!」 | 大原櫻子      | 大原櫻子                | 中村圭作  | 4:19 |
| 2.        | 「Greatest Gift」 | Mayu Wakisaka | 福田貴史、Mayu Wakisaka | 福田貴史  | 5:24 |
| 合計時間: | 合計時間:         | 合計時間:     | 合計時間:               | 合計時間: | 9:43 |